# Willi Menne
Wilhelm Menne –conocido como Willi Menne– (11 de agosto de 1910-27 de marzo de 1945) fue un deportista alemán que compitió en remo.
Participó en los Juegos Olímpicos de Berlín 1936, obteniendo una medalla de oro en la prueba de cuatro sin timonel. Ganó dos medallas de oro en el Campeonato Europeo de Remo, en los años 1934 y 1935.

## Palmarés internacional
| Juegos Olímpicos   | Juegos Olímpicos  | Juegos Olímpicos | Juegos Olímpicos   |
| Año                | Lugar             | Medalla          | Prueba             |
| ------------------ | ----------------- | ---------------- | ------------------ |
| 1936               | Berlín (Alemania) | Medalla de oro   | Cuatro sin timonel |
| Campeonato Europeo |                   |                  |                    |
| Año                | Lugar             | Medalla          | Prueba             |
| 1934               | Lucerna (Suiza)   | Medalla de oro   | Cuatro sin timonel |
| 1935               | Berlín (Alemania) | Medalla de oro   | Cuatro con timonel |